# Sidvokodvo
Sidvokodvo é uma cidade de Essuatíni localizada no distrito de Manzini.